# پس‌بازتابگر

مقایسه اثر بازتابنده گوشه (۱) و کروی (۲) بر سه پرتو نور. سطوح انعکاسی با رنگ آبی تیره ترسیم می‌شوند.

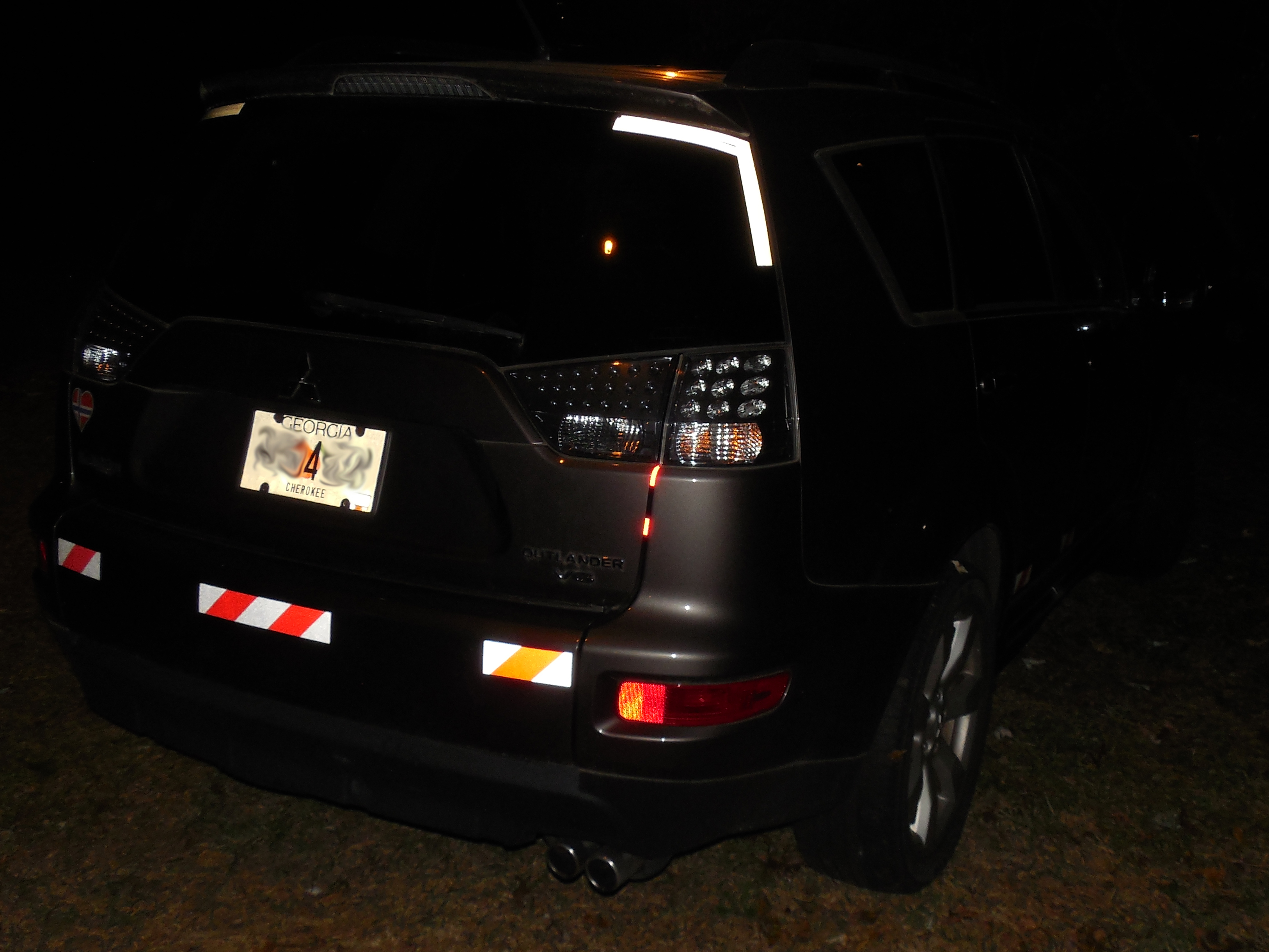
ماشین با برچسب‌های پس بازتابگر

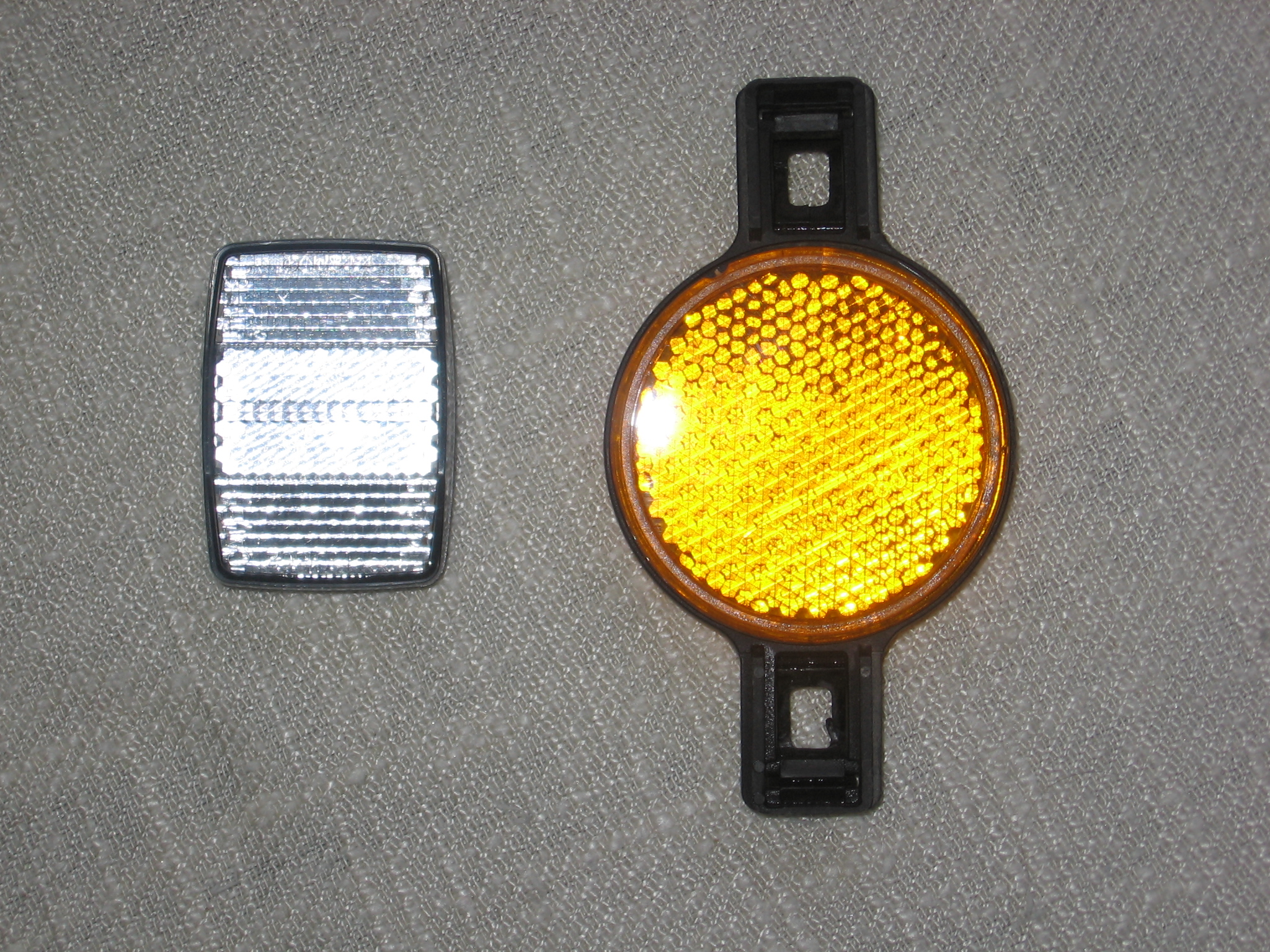
پس بازتابگر دوچرخه

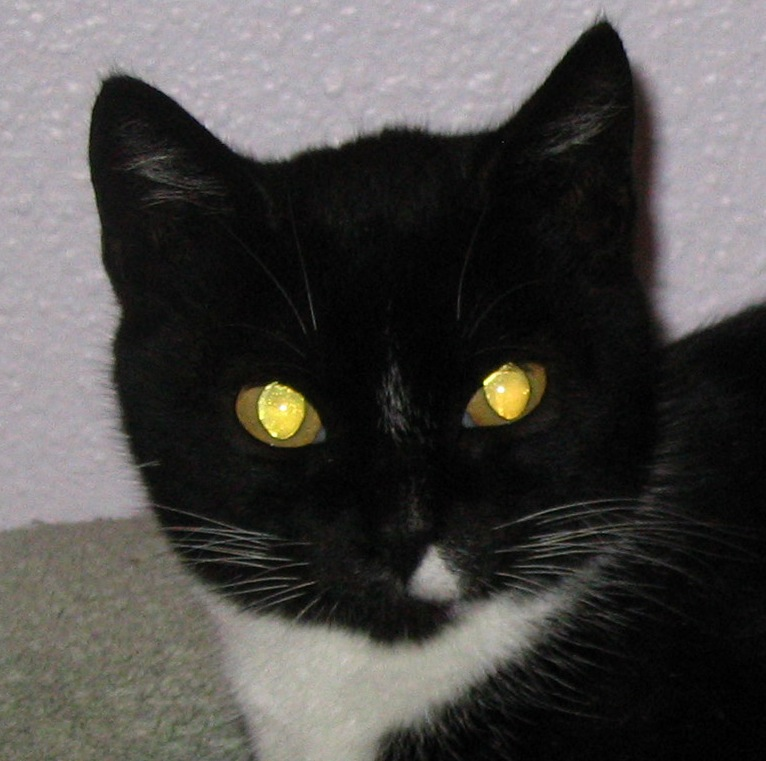
درخشش چشم از پس بازتابگر کروی و شفاف چشم گربه به وضوح دیده می‌شود.

پس بازتابگر (به انگلیسی: Retroreflector) وسیله‌ای است که نوری را که از جهات مختلف به آن بتابد را به سمت منبع نور منعکس کند. از این نوع انعکاس در برچسب‌های موسوم به شب نما بسیار استفاده می‌شود و اخیراً نیز کاربردهایی در ساخت وسایلی که باعث نامرئی شدن می‌شود، پیدا کرده است.